# Rosa Roedelius
Rosa Roedelius (* 3. Oktober 1975 in Bevern, Landkreis Holzminden) ist eine österreichische bildende Künstlerin.

## Leben
Sie wurde als Tochter des Komponisten und Musikers Hans-Joachim Roedelius geboren, studierte an der Hochschule für Angewandte Kunst in der Meisterklasse Christian Ludwig Attersee Malerei, Tapisserie und Animationsfilm, und schloss 2007 mit Auszeichnung ab. Sie war von 2008 bis 2010 Assistentin an der Hochschule für Angewandte Kunst in der Meisterklasse Attersee im Bereich Objektkunst. Seit 2009 ist sie Mitglied im Kunstverein Kärnten; seit 2010 Mitglied der Gesellschaft bildender Künstler Österreich
Künstlerhaus Wien; und von 2010 bis 2012 Assistentin in der Meisterklasse Judith Eisler. Seit 2013 ist sie Mitglied im Kunstverein Baden. Sie lebt in Baden bei Wien.

## Einzelausstellungen/Performances (Auswahl)
2017
- More Ohr Less, Performance mit Clemens Hofer, Doblhoff Park, Baden

2016
- Wandel, Performance, Haus der Kunst, Baden

2015
- Aufbetten, Bühnenbild & Performance, Festival More Ohr Less, Lunz
- Los hijos de la tierra, Philosophie & Kunst; mit Leo Hemetsberger; Kooperation mit der Humboldt Cosmos Multiversity, Tenerife Espacio de las Artes, Santa Cruz

2014
- Aphrodite & Hephaistos, La Casona, Tacoronte, Teneriffa

2013
- Pseudothyrum, Bühnenbild, Performance, Lunz am See

2012
- Zauberobjekte, Festival Lunz am See

2011
- Zufall, Bühnenbild, Lunz am See 2011
- Chance, Ein Künstlergespräch mit Brian Eno, Film, London

2010
- Wasserbrücken, Bühnenbild, Lunz am See

2009
- Rosas, Bühnenbild, Lunz am See

2008
- See Rosas, Objektinstallation am Lunzer See

2007
- The players, where to live, who to be?, Ojai, Kalifornien

## Beteiligung und Gruppenausstellungen (Auswahl)
2017
- Roedelius Festival, Landscape Installation, Ojai, CA
- Bildhauersymposium Krastal, Krastal

2016
- Je suis le Ténébreux, Musik Christopher Chaplin, CD-Cover-Beitrag, (Fabrique Records)
- Intervent 9, Arnulf Rainer Museum, Baden
- blacksmith of joy, KITEC, Textperformance, Kooperation Hans Joachim Roedelius, Hongkong
- Ei oder Henne, Flat1, Wien

2015
- Spuren legen, Phonomuseum, Wien
- Brennende Fragen, Überangebot, Künstlerhaus, Wien
- Nature Remixed, Performance, Kooperation mit Kurt Spitaler, Schloss Kottingbrunn
- SPALT! Kooperation mit Kunstverein Baden, Viertelfestival NÖ, Kurpark Baden
- Fünfzehn, Dokumentationszentrum fuer moderne Kunst, St. Pölten

2014
- Intervent 2, Arnulf Rainer Museum, Baden
- Vaginamuseum 2.0, Vaginamuseum

2013
- Bewahre deine Illusionen, Kunstverein Baden
- zeichnen zeichnen, Künstlerhaus, Wien
- Ausstellungsbrücke, St. Pölten
- new memories, Kunstverein Baden,
- Pisoide, Höhlenperlen, Haus der Kunst, Baden

2011
- franzis choice plus 100 artists, Muzej Premoderno Umetnosti - Too Modern Museum, - Litija - Slovenia
- Il sogno della Torta, Permanentinstallation im Il Giardino,  di Daniel Spoerri Seggiano, Italien

2010
- Aphrodite Persephassa, Kunstverein Kärnten, Klagenfurt
- meerraum, MAK NITE, Wien

2009
- LA HORA, Lanzarote, Espana